# Cordilura sibirica
Cordilura sibirica är en tvåvingeart som beskrevs av Gorodkov 1974. Cordilura sibirica ingår i släktet Cordilura och familjen kolvflugor. Inga underarter finns listade i Catalogue of Life.